# Mennessis
Mennessis és un municipi francès situat al departament de l'Aisne i a la regió dels Alts de França. L'any 2007 tenia 392 habitants.

## Demografia

### Població
El 2007 la població de fet de Mennessis era de 392 persones. Hi havia 154 famílies de les quals 32 eren unipersonals (16 homes vivint sols i 16 dones vivint soles), 47 parelles sense fills, 47 parelles amb fills i 28 famílies monoparentals amb fills.
La població ha evolucionat segons el següent gràfic:
Habitants censats

### Habitatges
El 2007 hi havia 163 habitatges, 150 eren l'habitatge principal de la família, 3 eren segones residències i 10 estaven desocupats. Tots els 162 habitatges eren cases. Dels 150 habitatges principals, 136 estaven ocupats pels seus propietaris, 10 estaven llogats i ocupats pels llogaters i 4 estaven cedits a títol gratuït; 1 tenia una cambra, 4 en tenien dues, 9 en tenien tres, 39 en tenien quatre i 97 en tenien cinc o més. 110 habitatges disposaven pel capbaix d'una plaça de pàrquing. A 62 habitatges hi havia un automòbil i a 72 n'hi havia dos o més.

### Piràmide de població
La piràmide de població per edats i sexe el 2009 era:
| Homes | Edats   | Dones |
| ----- | ------- | ----- |
| 0     | 95 o +  | 0     |
| 0     | 90 a 94 | 4     |
| 0     | 85 a 89 | 4     |
| 0     | 80 a 84 | 0     |
| 4     | 75 a 79 | 8     |
| 4     | 70 a 74 | 4     |
| 12    | 65 a 69 | 16    |
| 8     | 60 a 64 | 4     |
| 8     | 55 a 59 | 0     |
| 12    | 50 a 54 | 20    |
| 24    | 45 a 49 | 36    |
| 8     | 40 a 44 | 0     |
| 8     | 35 a 39 | 8     |
| 12    | 30 a 34 | 12    |
| 8     | 25 a 29 | 8     |
| 8     | 20 a 24 | 4     |
| 0     | 15 a 19 | 16    |
| 16    | 10 a 14 | 12    |
| 20    | 5 a 9   | 8     |
| 12    | 0 a 4   | 4     |

## Economia
El 2007 la població en edat de treballar era de 249 persones, 159 eren actives i 90 eren inactives. De les 159 persones actives 150 estaven ocupades (89 homes i 61 dones) i 9 estaven aturades (3 homes i 6 dones). De les 90 persones inactives 29 estaven jubilades, 27 estaven estudiant i 34 estaven classificades com a «altres inactius».

### Ingressos
El 2009 a Mennessis hi havia 156 unitats fiscals que integraven 425 persones, la mediana anual d'ingressos fiscals per persona era de 16.116 €.

### Activitats econòmiques
Dels 7 establiments que hi havia el 2007, 1 era d'una empresa de construcció, 1 d'una empresa d'hostatgeria i restauració, 2 d'empreses de serveis, 1 d'una entitat de l'administració pública i 2 d'empreses classificades com a «altres activitats de serveis».
Dels 2 establiments de servei als particulars que hi havia el 2009, 1 era una fusteria i 1 perruqueria.

## Equipaments sanitaris i escolars
El 2009 hi havia una escola elemental integrada dins d'un grup escolar amb les comunes properes formant una escola dispersa.

## Poblacions més properes
El següent diagrama mostra les poblacions més properes.